# Марморера
Марморера (нем. Marmorera) — деревня и бывшая коммуна в Швейцарии, в кантоне Граубюнден.
До 2015 года имела статус отдельной коммуны. 1 января 2016 года объединена с коммунами Бивио, Кунтер, Мулегнс, Риом-Парсонц, Залуф, Савоньин, Сур и Тиницонг-Рона в новую коммуну Сурсес.
Входит в состав региона Альбула (до 2015 года входила в округ Альбула).
Население составляет 48 человек (на 31 декабря 2006 года). Официальный код — 3533.